# Contention élastique des membres inférieurs
La contention élastique des membres inférieurs est un dispositif élastique permettant de comprimer le réseau veineux superficiel et de limiter la formation d’œdèmes. 

## Principes
La compression permet de favoriser le retour veineux par le système veineux profond, le système superficiel étant comprimé. Cela aide à la reperfusion d'un thrombus (phlébite). Elle n'est pas suffisante pour jouer sur le réseau artériel, sauf si ce dernier est très atteint.

## Réalisation
Suivant l'étage pour lequel la compression est indiquée, elle peut être faite à l'aide de chaussettes, de bas ou de collants, dont la taille doit être adaptée à l'individu (prise de mesures avant l'achat).
Une contention élastique des membres supérieurs peut être également faite.
La compression peut être plus ou moins forte suivant le tissu utilisé. Elle est dite modérée lorsqu'elle est comprise entre 10 et 30 mmHg et forte entre 30 et 40 mmHg.
Les bandes de compression ont les mêmes indications mais sont peu pratiques (nécessité d'une tierce personne pour la mise en place, mais c'est aussi le cas pour les bas de compression dans les premiers jours après une opération), assez encombrantes, peu esthétiques et ayant tendance à se défaire. Elles ne sont utilisées qu'à titre transitoire ou lorsque les autres dispositifs ne sont pas adaptées (présence d'un ulcère par exemple, ne devant pas être recouvert par la contention). Mais les bandes récentes de certaines marques ont deux points très positifs : l'extrémité qui reçoit le pied comporte un étrier qui facilite le début de la pose, et des marques rectangulaires imprimées sur la face externe deviennent carrées lorsque la tension de la bande est correcte. Ces bandes peuvent être portées à titre temporaire entre la commande et la fourniture des bas, surtout si le patient consulte périodiquement un kinésithérapeute qui remettra les bandes après chaque séance de drainage lymphatique.
Sont classés à part les dispositifs actifs où une pompe électrique permet une compression rythmique des jambes. Ces systèmes sont utilisés chez les patients alités, notamment après un accident vasculaire cérébral.

## Indications
Elles sont utilisées en appoint dans la prévention de la thrombose veineuse profonde ou phlébite des membres inférieurs ou de ses complications (maladie phlébitique), ainsi qu'en cas d'insuffisance veineuse pour en diminuer les symptômes.
Elles sont utilisées également pour la récupération des sportifs.

## Contre-indications
Le port de bas de contention est contre-indiqué en cas d'arthériopathie oblitérante des membres inférieurs, de neuropathie périphérique sévère, d'oedème pulmonaire ou de gonflement massif de la jambe, de certains problèmes de peau ou de déformation extrème de la jambe.

## Efficacité
Dans l'insuffisance veineuse, la contention améliore sensiblement les symptômes (douleurs, sensations de jambes lourdes, intolérance à l'activité). Chez la femme enceinte, une contention modérée permet de diminuer la fréquence de survenue de varices.
Dans la prévention de survenue de phlébite chez le sujet hospitalisé, la contention est efficace dans les suites d’une chirurgie mais pas dans celles d'un accident vasculaire cérébral.
En cas d'ulcère de la jambe, elle permet d'en accélérer la guérison.
L'action préventive sur la maladie post-phlébitique est beaucoup plus discutée, certains auteurs contestant l'efficacité des compressions, d'autres non.

## Remboursement par les caisses d'assurance Maladie

### En France
En France, la contention élastique des membres inférieurs est selon les modèles et les marques prise en charge par les caisses d'assurance maladie comme par exemple la Sécurité Sociale ou la Mutuelle Sociale Agricole (MSA), en partie ou en totalité. Le complément quant à lui peut être prise en charge par la mutuelle du patient.

Le montant du remboursement est différent selon le type de vêtements:

- chaussettes : 22.40 euros

- bas : 29.78 euros

- collant : 42.03 euros

Les bandes de contention sont également partiellement prises en charge. Le montant de remboursement varie d'une bande à l'autre.